# Franz Fortmann

Franz Fortmann

Franz Fortmann (* 23. Januar 1877 in Vechta; † 1935) war ein deutscher Jurist und Politiker der Zentrumspartei.

## Leben und Wirken
Franz Fortmann besuchte das Gymnasium in Vechta. Danach studierte er Rechtswissenschaften in München, Berlin, Freiburg und Kiel. Er war seit 1899 Mitglied der katholischen Studentenverbindung KDStV Rheno-Franconia München. Er promovierte zum Dr. jur. 1903 wurde er Redakteur bei der Centrum Parlaments Correspondenz (CPC). 1912 übernahm Fortmann die politische und geschäftliche Leitung dieses Informations- und Artikeldienstes, das als parteieigene Presseagentur für die zentrumsnahen Zeitungen fungierte. Außerdem wurde Vorstandsmitglied verschiedener berufständischer Organisationen. 1919 berichtete er für die Korrespondenz von der Weimarer Nationalversammlung und gehörte dort zum Vorstand der Arbeitsgemeinschaft der Parlamentsjournalisten in Weimar.
Bei den Reichstagswahlen vom Juni 1920 wurde Fortmann auf Reichswahlvorschlag des Zentrums in den ersten Reichstag der Weimarer Republik gewählt, dem er bis zur Wahl vom Mai 1924 angehörte.
1929 wurde Fortmann Leiter des „Reichsausschusses für das deutsche Volksbegehren“ gegen den Young-Plan.
Daneben schrieb Fortmann zahlreiche politische und volkswirtschaftliche Artikel in Tageszeitungen und Zeitschriften. 

## Schriften
- Die Tätigkeit der deutschen Zentrumspartei im neuen Deutschen Reichstage, Berlin 1922.
- Zentrum und Revolution, s.l.e.a.